# Врхе (Трбовље)
Врхе (словен. Vrhe) је насељено место у општини Трбовље, Засавска регија, Словенија. Они су део насеља Врхе, које је административним границама подељено на два насеља: Врхе (Трбовље) и Врхе (Загорје об Сави).

## Историја
До територијалне реорганизације у Словенији био је у саставу старе општине Трбовље.

## Становништво
У попису становништва из 2011. године, Врхе је имао 22 становника.
| Број становника према пописима | Број становника према пописима | Број становника према пописима |
| ------------------------------ | ------------------------------ | ------------------------------ |
| 1991                           | 2002                           | 2011                           |
| 26                             | 23                             | 22                             |

Напомена: До 1955. исказивано под именом Свети Ленарт. Године 2018. извршена је мања размена територије између насеља Миклавж при Табору (Табор, Савињска) и Врхе.